# La chica de humo
«La chica de humo» es una canción escrita por Mauro Malavasi, coescrita por María Lar, producida por Mauro Malavasi y coproducida por K. C. Porter e interpretada por el cantante mexicano Emmanuel para su décimo álbum de estudio Quisiera (1989). Lanzado como el primer sencillo del álbum, la canción se convirtió en el tercer número uno del cantante en el Billboard Top Latin Songs a finales de diciembre del mismo año. Durante las actuaciones en vivo de este tema, las partes de "Gonna Make You Sweat (Everybody Dance Now)" por C + C Music Factory se integran en el segundo puente. Esta versión se puede encontrar en el álbum en vivo Retro en vivo.
También se ha incluido este tema en algunos discos recopilatorios publicados por Emmanuel, incluyendo Personalidad (1992), Grandes éxitos (1996) y Mi historia musical (2005). Debido al éxito de la canción, el álbum alcanzó el puesto número 9 en el Billboard Latin Pop Albums en 1990.
La canción debutó en el Billboard Top Latin Songs gráfico (Hot Latin Tracks anteriormente) en el número 15 el 28 de octubre de 1989 y ascendió a puesto 10 dos semanas después. Llegó a la primera posición de la tabla el 30 de diciembre de 1989, desbancando al sencillo "Cómo fui a enamorarme de ti" del grupo mexicano Los Bukis por dos semanas. La canción estuvo 20 semanas dentro de los mejores 40 y se convirtió en el octavo sencillo del cantante en entrar en la lista de los mejores 10 y su tercer tema más exitoso después de "Toda la vida" (1986) y "Es mi mujer" (1987). "La Chica de Humo" fue además el sencillo más exitoso en los Estados Unidos de la década de los 80's siendo la última vez en que Emmanuel alcanzara la primera posición de esta lista.
En Argentina el tema se hizo popularmente conocido gracias a la interpretación del actor, humorista y músico Marcelo José "Teto" Medina en su primer disco "Mi forma de ser" del año 1992, donde se encuentran otros grandes e históricos temas musicales como "Humo sobre el agua", "El turco Elías" y "Gomazo". Desde ese momento este tema se convirtió en Argentina en un éxito que será recordado por muchas décadas.

### Adaptaciones a otros idiomas
1. "Me Tira Do Rumo" (1991) (Versión en portugués)- por Emmanuel y Rosana.
2. "Ma Tu Chi Sei" (1992) (Versión en italiano)- por Gianni Morandi.

## Video musical
El video musical fue dirigido por Pedro Torres y fue una de las primeras superproducciones presentadas en México. El video musical fue filmado en un estudio de Televisa en la Ciudad de México. La historia era sobre un hombre que se muere del amor de su vida. El video fue un poco carismático para los fanáticos porque la apariencia de Emmanuel en ese momento era una presentación en vivo, y en el video aparece una mujer rubia que baila frente a su banda.